# Stockton Arena
 (avril 2025).
La Stockton Arena est une salle polyvalente de Stockton dans l'État de la Californie aux États-Unis.

## Historique
Sa construction débute en mai 2003. Elle ouvre le 2 décembre 2005. Sa patinoire accueille le Thunder de Stockton de l'ECHL.